# 諾克施泰因山
47°48′57″N 13°7′12″E / 47.81583°N 13.12000°E

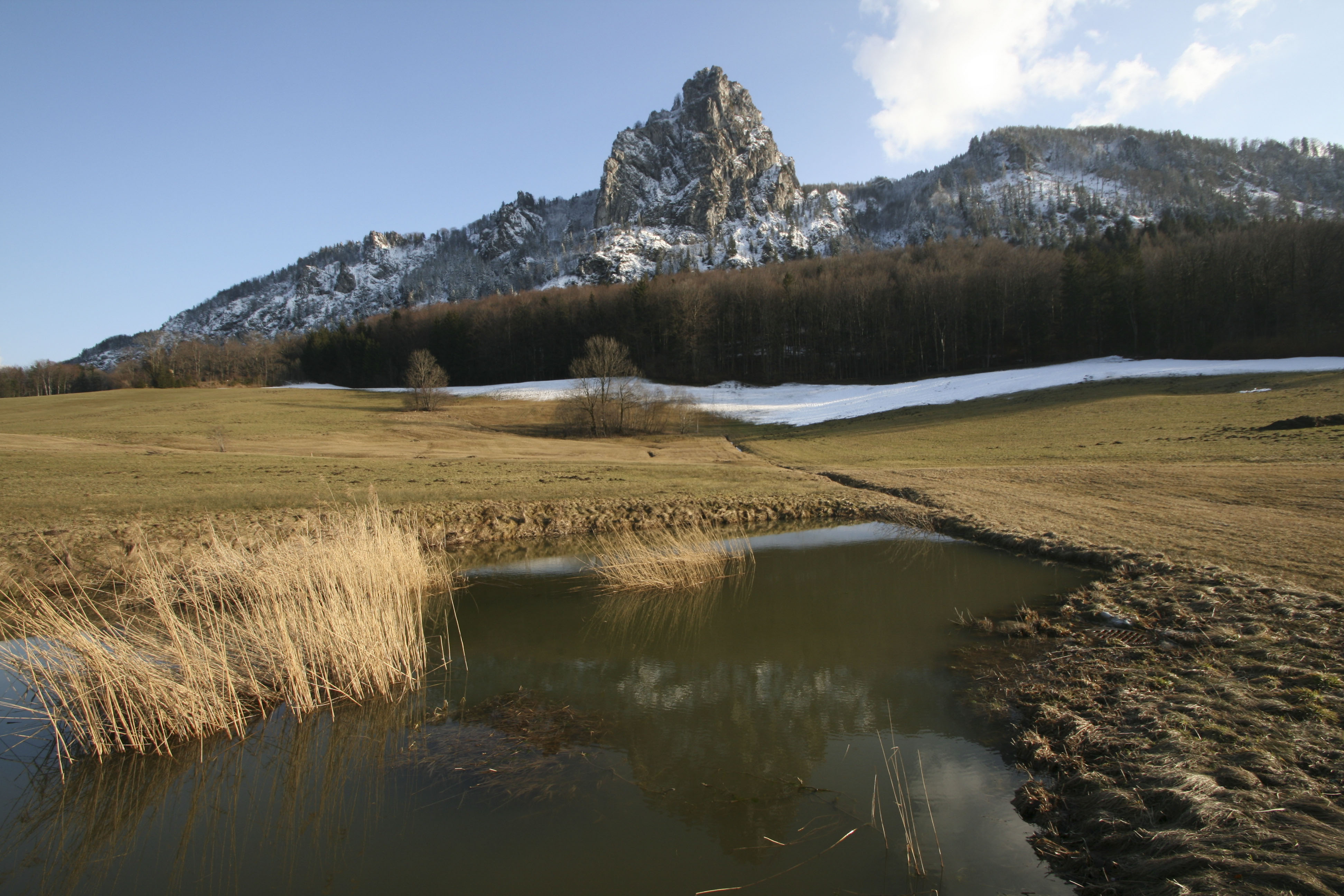

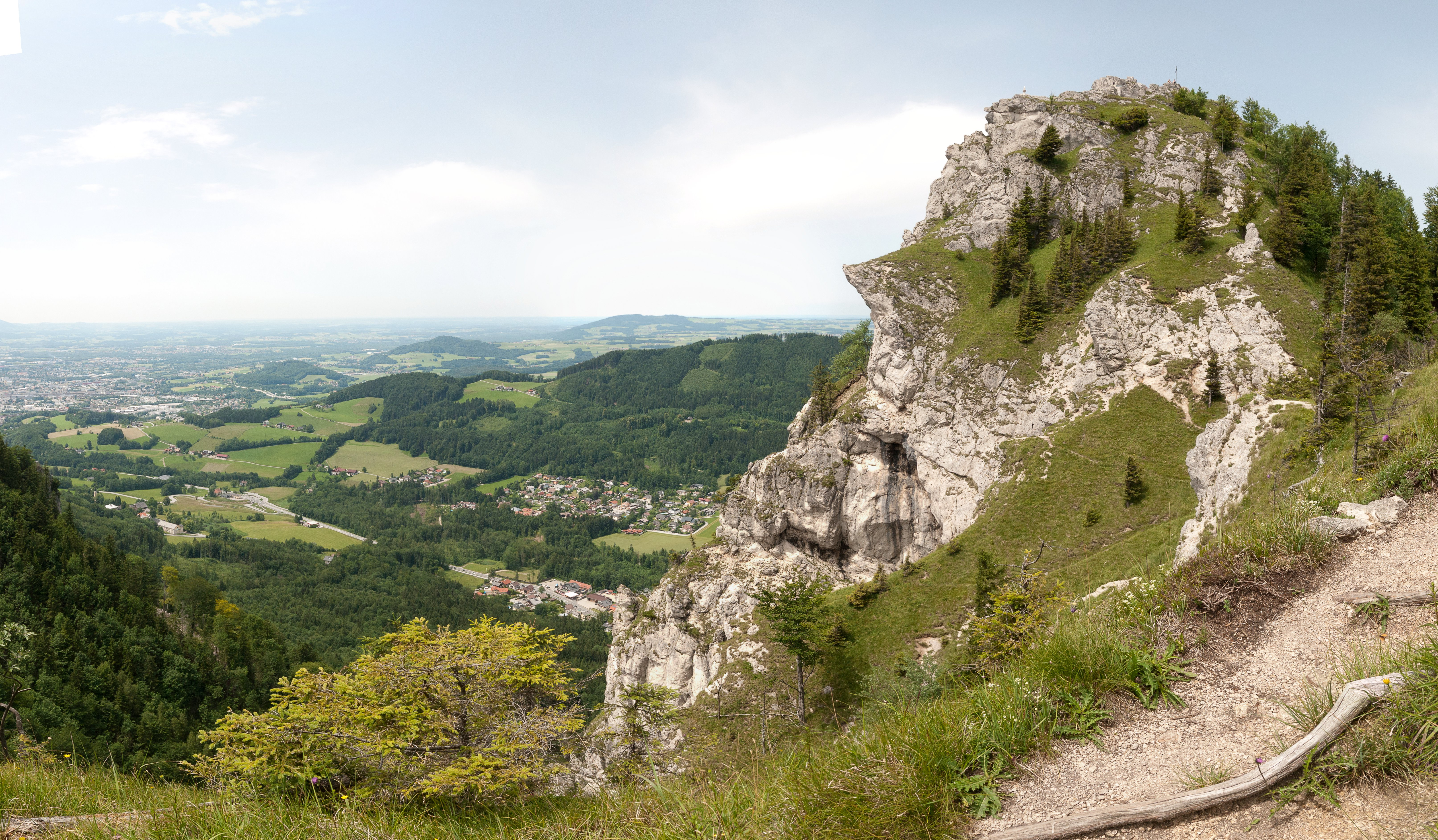

諾克施泰因山（德語：Nockstein），是奧地利的山峰，位於該國中部，由薩爾茨堡州負責管轄，屬於薩爾茲卡默古特山脈的一部分，距離蓋斯貝格山0.9公里，海拔高度1,042米，每年平均降雨量1,894毫米。